# ISO/IEC 20000
La serie ISO/IEC 20000 - Service Management normalizada y publicada por las organizaciones ISO (International Organization for Standardization) e IEC (International Electrotechnical Commission) el 14 de diciembre de 2005, es el estándar reconocido internacionalmente en gestión de servicios de TI (Tecnologías de la Información). La serie 20000 proviene de la adopción de la serie BS 15000 desarrollada por la entidad de normalización británica, la British Standards Institution (BSI).

## Descripción
Una entrega efectiva de los servicios de TI es crucial para las empresas. Hay una percepción de que estos servicios no están alineados con las necesidades y requisitos del negocio. Esto es especialmente importante tanto si se proporciona servicios internamente a clientes como si se está subcontratando proveedores. Una manera de demostrar que los servicios de TI están cumpliendo con las necesidades del negocio es implantar un Sistema de Gestión de Servicios de TI (SGSTI) basado en los requisitos de la norma ISO/IEC 20000. La certificación en esta norma internacional permite demostrar de manera independiente que los servicios ofrecidos cumplen con las mejores prácticas.
ISO/IEC 20000 está basada y reemplaza a la BS 15000, la norma reconocida internacionalmente como una British Standard (BS), y que está disponible en dos partes: una especificación auditable y un código de buenas prácticas.
La ISO/IEC 20000 es totalmente compatible con la ITIL, o guía de mejores prácticas para el proceso de GSTI. La diferencia es que el ITIL no es medible y puede ser implantado de muchas maneras, mientras que en la ISO/IEC 20000, las organizaciones deben ser auditadas y medidas frente a un conjunto establecido de requisitos.
La ISO/IEC 20000 es aplicable a cualquier organización, pequeña o grande, en cualquier sector o parte del mundo donde confían en los servicios de TI. La norma es particularmente aplicable para proveedores de servicios internos de TI, tales como departamentos de Información Tecnológica, proveedores externos de TI o incluso organizaciones subcontratadas. La norma está impactando positivamente en algunos de los sectores que necesitan TI tales como subcontratación de negocios, Telecomunicaciones, Finanzas y el sector público.
En el año 2018 se ha renovado la ISO/IEC 20000, adaptándose al nuevo anexo SL que están adoptando todas las normas ISO. Como consecuencia la versión actual es ISO/IEC 20000 2018

## Organización
[actualizar]
El estándar se compone de 5 partes, de las cuales cuatro están ya publicadas y una en proceso de publicación:
- Parte 1: ISO/IEC 20000-1:2011 - Requisitos de los sistemas de gestión de servicios
- Parte 2: ISO/IEC 20000-2:2012 - Guía de implementación de los sistemas de gestión de servicios
- Parte 3: ISO/IEC TR 20000-3:2009 - Guía en la definición del alcance y la aplicabilidad (informe técnico)
- Parte 4: ISO/IEC DTR 20000-4:2010 - Modelo de referencia de procesos (informe técnico)
- Parte 5: ISO/IEC TR 20000-5:2010 - Ejemplo de implementación (informe técnico).

La primera parte (Especificación) define los requerimientos (217) necesarios para realizar una entrega de servicios de TI alineados con las necesidades del negocio, con calidad y valor añadido para los clientes, asegurando una optimización de los costes y garantizando la seguridad de la entrega en todo momento. El cumplimiento de esta parte, garantiza además, que se está realizando un ciclo de mejora continuo en la gestión de servicios de TI. La especificación supone un completo sistema de gestión (organizado según ISO 9001) basado en procesos de gestión de servicio, políticas, objetivos y controles. El marco de procesos diseñado se organiza con base en los siguientes bloques: 
- Grupo de procesos de Provisión del Servicio.
- Grupo de procesos de Control.
- Grupo de procesos de Entrega.
- Grupo de procesos de Resolución.
- Grupo de procesos de Relaciones.

La segunda parte (Código de Prácticas) representa el conjunto de buenas prácticas adoptadas y aceptadas por la industria en materia de Gestión de Servicio de TI. Está basada en el estándar de facto ITIL (Biblioteca de Infraestructura de TI) y sirve como guía y soporte en el establecimiento de acciones de mejora en el servicio o preparación de auditorías contra el estándar ISO/IEC 20000-1:2005.

## Rasgos y beneficios
La ISO/IEC 20000 está dividida en las siguientes secciones que definen los requisitos que debe cumplir una organización, la cual proporciona servicios a sus clientes con un nivel aceptable de calidad:
- Requisitos para la gestión de un sistema.
- Implantación y planificación de Gestión de Servicios.
- Planificación e implantación de servicios nuevos o modificados.
- Procesos del servicio de entrega.
- Procesos relacionales.
- Procesos de control.
- Procesos de emisión.

Demuestra que se tienen procedimientos y controles adecuados en sitio para proporcionar un servicio de calidad de TI coherente y a un coste efectivo.
Los suministradores de servicios de TI se han vuelto cada vez más sensibles y responsables con los servicios que prestan más que de la tecnología que puedan proporcionar.
Los proveedores externos de servicios pueden usar la certificación como un elemento diferenciador y acceder a nuevos clientes, ya que esto cada vez más se convierte en una exigencia contractual.
Permite seleccionar, gestionar y proporcionar un servicio externo más efectivo.
Ofrece oportunidades para mejorar la eficiencia, fiabilidad y consistencia de sus servicios de TI que impactan positivamente tanto en los costes como en el servicio.

## Certificación
La aparición de la serie ISO/IEC 20000, ha supuesto el primer sistema de gestión en servicio de TI certificable bajo norma reconocida a nivel mundial. Hasta ahora, las organizaciones podían optar por aplicar el conjunto de mejoras prácticas dictadas por ITIL (completadas por otros estándares como CMMI o COBIT) o certificar su gestión contra el estándar local británico BS 15000. La parte 1 de la serie, ISO/IEC 20000-1:2005 representa el estándar certificable.
En febrero de 2006, AENOR (organización delegada en España de ISO/IEC) inició el mecanismo de adopción y conversión de la norma ISO/IEC 20000 a norma UNE. El 23 de junio de 2006, la organización itSMF hace entrega a AENOR de la versión traducida de la norma. En el BOE del 25 de julio de 2007 ambas partes se ratificaron como normas españolas con las siguientes referencias: 
- UNE-ISO/IEC 20000-1:2007 Tecnología de la información. Gestión del servicio. Parte 1: Especificaciones (ISO/IEC 20000-1:2005).
- UNE-ISO/IEC 20000-2:2007 Tecnología de la información. Gestión del servicio. Parte 2: Código de buenas prácticas (ISO 20000-2:2005).

Estas normas pueden adquirirse a través del portal web de AENOR. Cualquier entidad puede solicitar la certificación respecto a esas normas.

## Versión 2018 de la norma
Los principales cambios de la versión 2018 de la norma son:
- Adaptación al esquema SL
- Supresión de determinados requisitos demasiado específicos de la versión anterior
- Reorganización de procesos